# Puchar Ligi Bułgarskiej w piłce nożnej
Puchar Ligi Bułgarskiej w piłce nożnej (bułg. Купа на Професионалната футболна лига) – rozgrywki piłkarskie o charakterze pucharu ligowego w Bułgarii, po raz pierwszy zorganizowane w sezonie 1990/1991. 

## Format
Od inauguracyjnego sezonu 1991 format zmieniał się wiele razy. W turnieju występują najlepsze kluby z ostatniego sezonu Bułgarii. Rozgrywany jest systemem wiosna - jesień. Prowadzono jeden mecz na boisku jednej z walczących drużyn. W przypadku, gdy po zakończeniu podstawowego czasu gry wynik nie rozstrzygnięty, przeprowadza się natychmiast dogrywkę (2 x 15 min.) i jeżeli nadal remis, zespoły strzelają serię rzutów karnych. Zwycięzca Pucharu Ligi otrzymywał prawo do gry w Pucharze UEFA.

## Historia
W sezonie 1990/1991 startowały pierwsze oficjalne rozgrywki o Puchar Ligi Bułgarskiej. Pierwszy finał rozegrano w 1991 roku. W tym meczu Etyr Wielkie Tyrnowo pokonał po dogrywce 2:1 Neftochimik Burgas.
Najbardziej utytułowane kluby to Etyr Wielkie Tyrnowo i Neftochimik Burgas, którzy wygrywały trofeum po 2 razy.

## Finały
| Sezon                                    | Zdobywca                                 | Wynik                                    | Finalista                                | Stadion                                  | Widzów                                   | Uwagi                                    |                                          |
| Puchar Bułgarskiego Związku Piłki Nożnej | Puchar Bułgarskiego Związku Piłki Nożnej | Puchar Bułgarskiego Związku Piłki Nożnej | Puchar Bułgarskiego Związku Piłki Nożnej | Puchar Bułgarskiego Związku Piłki Nożnej | Puchar Bułgarskiego Związku Piłki Nożnej | Puchar Bułgarskiego Związku Piłki Nożnej | Puchar Bułgarskiego Związku Piłki Nożnej |
| ---------------------------------------- | ---------------------------------------- | ---------------------------------------- | ---------------------------------------- | ---------------------------------------- | ---------------------------------------- | ---------------------------------------- | ---------------------------------------- |
| 1990/1991                                | Etyr Wielkie Tyrnowo                     | 2:1                                      | Neftochimik Burgas                       |                                          |                                          |                                          |                                          |
| Puchar Ligi Bułgarskiej                  |                                          |                                          |                                          |                                          |                                          |                                          |                                          |
| 1994/1995                                | Etyr Wielkie Tyrnowo                     | 3:0                                      | Dunaw Ruse                               |                                          |                                          |                                          |                                          |
| 1995/1996                                | Neftochimik Burgas                       | 7:2 k.                                   | FK Montana                               |                                          |                                          |                                          |                                          |
| 1996/1997                                | Neftochimik Burgas                       | 3:2 pd.                                  | Liteks Łowecz                            |                                          |                                          |                                          |                                          |

## Statystyki
| Lp.  | Klub                 | Zdobywca | Finalista | Lata triumfów        |
| ---- | -------------------- | -------- | --------- | -------------------- |
| 1-2. | Neftochimik Burgas   | 2        | 1         | 1995/1996, 1996/1997 |
|      | Etyr Wielkie Tyrnowo | 2        | 0         | 1990/1991, 1994/1995 |
| 3-5. | Dunaw Ruse           | 0        | 1         |                      |
|      | FK Montana           | 0        | 1         |                      |
|      | Liteks Łowecz        | 0        | 1         |                      |